# Phật Tích
Phật Tích là một xã thuộc tỉnh Bắc Ninh, Việt Nam.

## Địa lý
Xã Phật Tích có vị trí địa lý:
- Phía đông giáp xã Tân Chi
- Phía tây giáp xã Đại Đồng
- Phía nam giáp các phường Thuận Thành và Trí Quả
- Phía bắc giáp xã Liên Bão.

Xã Phật Tích có diện tích 16,83 km², dân số 23.960 người, mật độ dân số đạt 1.423 người/km².

## Hành chính
Xã Phật Tích bao gồm các thôn: Cổ Miếu, Phúc Nghiêm, Phật Tích, Vĩnh Phú và Ngô Xá.

## Lịch sử
Ngày 16 tháng 6 năm 2025, Ủy ban Thường vụ Quốc hội ban hành Nghị quyết số 1658/NQ-UBTVQH15 của UBTVQH về việc sắp xếp các đơn vị hành chính cấp xã của tỉnh Bắc Ninh năm 2025. Theo đó, sắp xếp toàn bộ diện tích tự nhiên, quy mô dân số của các xã Minh Đạo, Cảnh Hưng và Phật Tích thành xã mới có tên gọi là xã Phật Tích.

## Giao thông
Các tuyến, hệ thống giao thông quan trọng trong xã:
- Tỉnh lộ 276: đi Quốc lộ 1 ở thị trấn Lim, đi đò Chi (sông Đuống)...
- Tỉnh lộ 287: đi khu công nghiệp Tiên Sơn, Hoàn Sơn, Đồng Xép, Quốc lộ 1.
- Đường mới mở đi quốc lộ 38 (xã Tân Chi)
- Hệ thống xe buýt: BN05.

## Di tích
Chùa Phật Tích nằm trên đồi được xây dựng từ năm 1057. Di tích được xếp hạng cấp quốc gia 1962. Ngoài giá trị về văn hóa, lịch sử chùa còn là nơi có cảnh đẹp, từ trên đỉnh đồi nơi có tượng Phật (mới có) được coi là lớn nhất Đông Nam Á có thể phóng tầm mắt để chiêm ngưỡng vùng đồng bằng trù phú đến xa xăm. Hàng năm nhất là dịp đầu xuân, rất nhiều khách thập phương về đây hành hương và chiêm ngưỡng cảnh chùa.
Đình Phúc Nghiêm ở xã Phật Tích là nơi thờ Nguyễn Thủ Tiệp, một tướng trong thời loạn 12 sứ quân.

## Kinh tế
Xã Phật Tích sinh sống bằng nghề trồng lúa, chăn nuôi lợn gà, gia cầm. Mảng tiểu thủ công nghiệp hầu như không có gì nổi bật. Khoảng 2010 trở lại đây lao động trẻ đến làm  việc tại các khu công nghiệp như: Vsip, Tiên Sơn, Hoàn Sơn... Các khu công nghiệp này đã giải quyết việc làm cho một số lượng lao động trẻ rất lớn của xã. Bộ mặt nông thôn trong xã thay đổi tích cực.